# Pterostylis angusta
Pterostylis angusta là một loài thực vật có hoa trong họ Lan. Loài này được A.S.George miêu tả khoa học đầu tiên năm 1971.